# Associação dos Caboclos e Ribeirinhos da Amazônia
Associação dos Caboclos e Ribeirinhos da Amazônia — ACRA  é uma associação de Manaus, no estado brasileiro do Amazonas, que defende a identidade cabocla. Tem como coordenadora a  amazonense Helda Castro. Trata-se da maior ONG de defesa da identidade dos caboclos  da Amazônia.
Entre as ações promovidas na esfera política, estão as duras críticas ao Estatuto da Igualdade Racial e uma Carta Aberta à CNBB. Sua diretora também assinou a Carta Anti-Cotas.

## Helda Castro
Helda Castro de Sá, (Manaus, 18 de junho de 1968) é uma assistente social e ativista brasileira, presidente da Associação dos Caboclos e Ribeirinhos da Amazônia. Helda, que se autodeclara mestiça, foi a única delegada cabocla a participar da I Conferência  Nacional de Promoção à Igualdade Racial (Brasília, 2005), dentre milhares de delegados de diversas etnias, com ênfase na etnia indígena e negra.